# بربادوس جو والكوت
بربادوس جو والكوت (بالإنجليزية: Barbados Joe Walcott)‏ مواليد 13 مارس 1873 في ديميرارا، غيانا البريطانية - الوفاة 1 أكتوبر 1935، كان ملاكم باربادوسي سابق صنّف ضمن فئة وزن الوسط.

## إحصائيات
خاض خلال مسيرته 166 نزالا، فاز في 104 وتعادل في 27 وخسر في 32. فاز بالضربة القاضية في 61 نزالا.

## روابط خارجية
- بربادوس جو والكوت على موقع بوكس ريك (الإنجليزية) (registration required)